# NGC 71
NGC 71 es una galaxia lenticular localizada en la constelación de Andrómeda. NGC 71 es una galaxia elíptica ubicada en la constelación de Andrómeda. Está en el grupo NGC 68. La galaxia fue descubierta por R. J. Mitchell en 1855 y observada en 1865 por Heinrich d'Arrest, quien la describió como "extremadamente débil, muy pequeña, redonda". La galaxia tiene aproximadamente entre 110,000-130,000 años luz de diámetro, lo que la hace un poco más grande que la Vía Láctea. La galaxia es la segunda más grande en el grupo NGC 68, después de la galaxia espiral NGC 70.